# Quentalia cameloi
Quentalia cameloi är en fjärilsart som beskrevs av William Schaus 1939. Quentalia cameloi ingår i släktet Quentalia och familjen silkesspinnare. Inga underarter finns listade.